# Adhémar de Steenhault de Waerbeek
Baron Adhémar Alexandre Charles de Steenhault de Waerbeek (Sint-Joost-ten-Node, 10 mei 1840 - Vollezele, 6 augustus 1906) was een Belgisch senator en burgemeester.

## Biografie

### Familie
Adhémar de Steenhault de Waerbeek was een telg uit de familie De Steenhault. Hij was de enige zoon van baron Ernest de Steenhault de Waerbeek, burgemeester van Vollezele, provincieraadslid van Brabant en volksvertegenwoordiger.
Hij trouwde in 1869 in Brussel met Marie-Alphonsine García de Léon y Pizarro (1848-1925). Ze kregen een zoon en een dochter.
- Léon de Steenhault de Waerbeek (1871-1939), burgemeester van Vollezele, provincieraadslid van Brabant en senator, trouwde in 1903 in Angleur met Hélène Nagelmackers (1882-1932), dochter van Jules Nagelmackers, bankier. Ze kregen vier zoons en een dochter, met afstammelingen tot heden.
- Jeanne de Steenhault de Waerbeek (1872-1947), trouwde in 1898 in Vollezele met graaf Étienne Visart de Bocarmé (1865-1951), advocaat, bosbouwkundige en voorzitter van de haven van Brugge, zoon van graaf Amedée Visart de Bocarmé, bosbouwer, burgemeester van Brugge en volksvertegenwoordiger, en broer van jhr. Albert Visart de Bocarmé, historicus, numismaticus en burgemeester van Uitbergen. Ze kregen een zoon en drie dochters, met afstammelingen tot heden.

Adhémar droeg, na de dood van zijn vader, de titel van baron.

### Loopbaan
Als landbouwkundige was hij voornamelijk actief met het beheren van het familiedomein in Vollezele. In 1887 werd hij gemeenteraadslid en burgemeester van Vollezele, wat hij bleef tot aan zijn dood. Van 1880 tot 1894 was hij ook provincieraadslid van Brabant.
In 1894 werd hij verkozen tot katholiek senator voor het arrondissement Brussel, een mandaat dat hij vervulde tot aan zijn ontslag in december 1905, enkele maanden voor zijn dood.